# Gertrud Berry

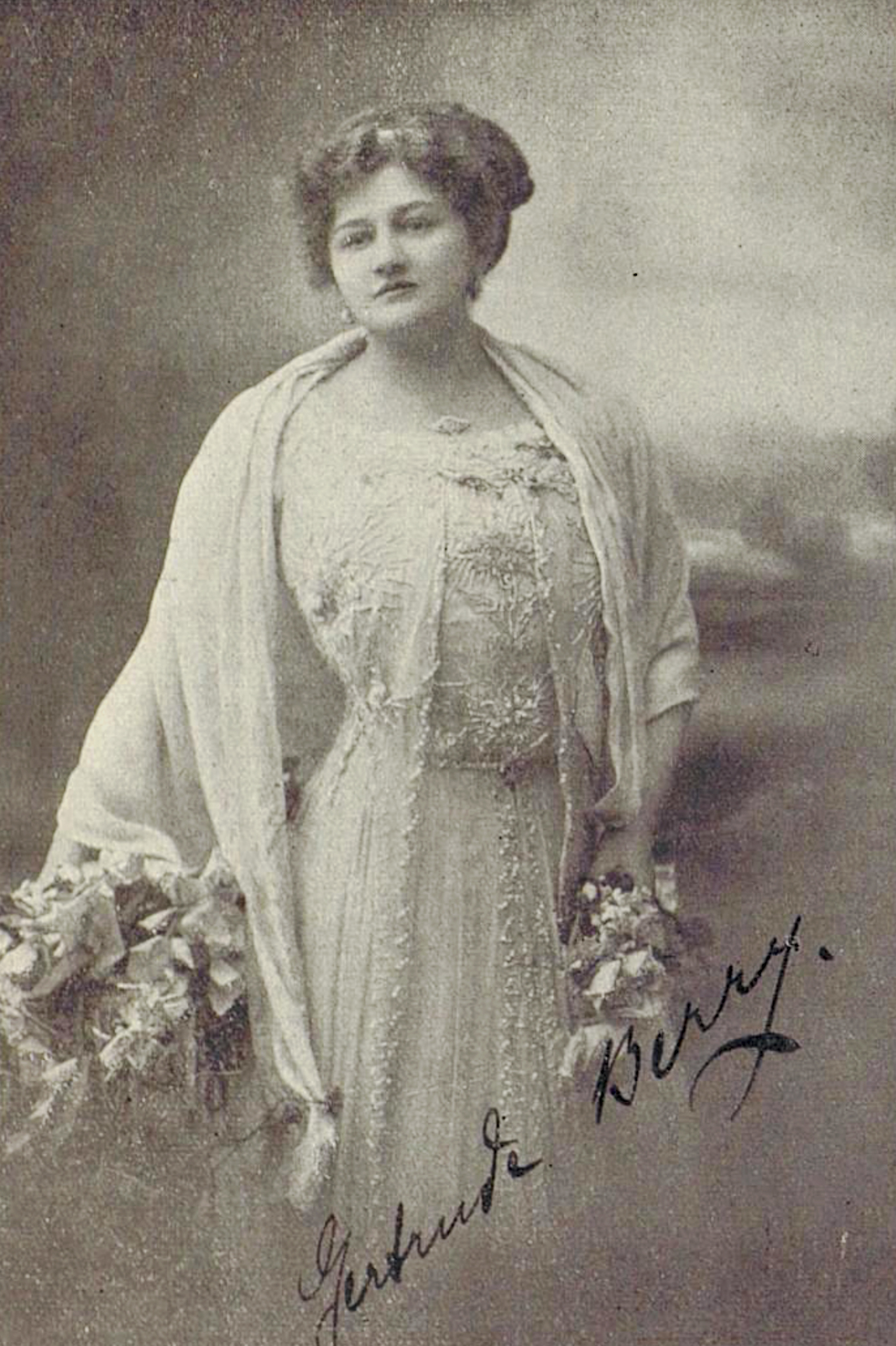
Gertrud Berry, Mitglied des Cabaret Parisiana in Düsseldorf (1910)

Gertrud Berry (* 4. Januar 1870 als Gertrud Therese Helene Berner in Breslau; † 22. Oktober 1955 in Hamburg) war eine deutsche Theater- und Filmschauspielerin.

## Leben
Die geborene Gertrud Berner besuchte die Höhere Töchterschule in Leipzig und Charlottenburg und erhielt eine Schauspielausbildung bei Olga Morgenstern und Oskar Höcker. Sie gab am Lessingtheater in Berlin in Ludwig Anzengrubers Stück Heimgefunden in der Rolle der Alwine ihr Bühnendebüt und wechselte danach an das Lobe-Theater in ihrer Geburtsstadt. Zu Beginn der 1890er Jahre schiffte sie sich nach Nordamerika ein, wo sie am Deutschen Theater in Chicago auftrat. Nach ihrer Rückkehr folgten Engagements am Deutschen Theater und Kleinen Theater in Berlin. Zudem war Berry am Varieté und Kabarett tätig.
Zum Film kam Berry in den 1910er Jahren. Sie spielte in mehreren Filmen mit Anna Müller-Lincke sowie unter anderem 1921 an der Seite von Erika Glässner in Die preisgekrönte Spielratte.
Ab 1921 war Gertrud Berry mit dem Kaufmann Eduard Garske verheiratet. Sie starb 1955 im Alter von 85 Jahren in Hamburg.

## Filmografie (Auswahl)
- 1916: Anna, die Perle
- 1920: Die Flucht durch Flammen
- 1921: Die preisgekrönte Spielratte